# Леополд IV (Липе)
Леополд IV фон Липе/ Леополд IV Юлиус Бернхард Адалберт Ото Карл Густав (на немски: Leopold IV, Fürst zur Lippe; Leopold Julius Bernhard Adalbert Otto Karl Gustav zur Lippe-Biesterfeld, Fürst zu Lippe) от линията Липе-Бистерфелд на фамилията Липе е последният управляващ княз на Липе (1905 – 1918), граф и господар на Липе-Бистерфелд, Шваленберг и Щернберг, бургграф на Утрехт, регент на Липе (1904 – 1905), шеф на фамилията Липе (1905 – 1949), титулярен принц на Липе (1918 – 1949), пруски генерал-майор.

## Биография
Роден е на 30 май 1871 година в Оберкасел при Бон. Той е големият син на граф Ернст фон Липе-Бистерфелд (1842 – 1904) и графиня Каролина фон Вартенслебен (1844 – 1905, Детмолд), дъщеря на граф Леополд фон Вартенслебен (1818 – 1846) и Матилда Халбах-Болен (1822 – 1848).
До 1894 г. той е офицер в германската войска. През 1894/1895 г. следва държавна икономика в университетите в Бон и Берлин. Той обича лова и театъра.
През 1905 г. Леополд IV фон Липе-Бистерфелд става княз на Княжество Липе след смъртта на княз Александер фон Липе-Детмолд (1831 – 1905). На 12 ноември 1918 г. по време на революцията той трябва да абдикира.
Леополд IV фон Липе умира на 30 декември 1949 година в Детмолд на 78-годишна възраст. Наследен е от най-малкия му син принц Армин, понеже синът му Ернст става нацист.

## Фамилия
Първи брак: на 16 август 1901 г. в Ротенбург ан дер Фулда с принцеса Берта фон Хесен-Филипстал-Бархфелд (* 25 октомври 1874, Бургщайнфурт; † 19 февруари 1919, Детмолд), дъщеря на принц Вилхелм фон Хесен-Филипстал-Бархфелд (1831 – 1890) и принцеса Юлиана фон Бентхайм-Щайнфурт (1842 – 1878). Те имат пет деца:
- Ернст Леополд Хлодвиг Юлиус Алексис Вилхелм Хайнрих (* 12 юни 1902, Детмолд; † 24 Маи 1987, Детмолд), наследствен принц на Липе, женен I. на 16 юли 1924 г. в Берлин (развод 1935) за Шарлота Рикен (* 23 май 1900; † 24 юни 1974), II. на 5 юни 1937 г. в Берлин за Херта-Елиза Вайланд (* 13 април 1911; † 6 май 1970)
- Леополд Бернхард Вилхелм Фридрих Хайнрих Алексис Ото (* 19 май 1904, Детмолд; † 5 юли 1965, Детмолд), неженен
- Каролина Августа Аделхайд Матилда Мария Луиза Паулина (* 4 август 1905, Детмолд; † 12 октомври 2001, Бад Айлзен), омъжена на 29 септември 1932 г. в Детмолд за граф Ханс Теодор Фридрих Карл фон Каниц (* 17 ноември 1893; † 25 август 1968)
- Хлодвиг Луитполд Фридрих Август Георг Рудолф Кристиан Максимилиан (* 27 септември 1909, Детмолд; † 13 февруари 2000, Щарнберг), женен на 27 март 1940 г. в Мюнхен за Вероника Хол (* 31 декември 1915; † 8 август 2007)
- Зиглинда Берта Елизабет Аделхайд Юлиана Калма Батхилдис Мария Анна (* 4 март 1915, Детмолд), омъжена на 6 декември 1942 г. в Детмолд за Фридрих Карл Хелдман (* 21 май 1904; † 26 април 1977)

Втори брак: на 26 април 1922 г. в Бюдинген с принцеса Анна фон Изенбург-Бюдинген-Бюдинген (* 10 февруари 1886, Бюдинген; † 8 февруари 1980, Детмолд), вдовица на граф Ернст фон Липе-Вайсенфелд († 1914, в битка), дъщеря на 3. княз Бруно фон Изенбург-Бюдинген (1837 – 1906) и графиня Берта фон Кастел-Рюденхаузен (1845 – 1927). Те имат един син:
- Армин Леополд Ернст Бруно Хайнрих Вила Август (* 18 авгуг 1924, Детмолд; † 20 август 2015, Детмолд), господар и граф на Бистерфелд, граф на Шваленберг и Щернберг, наследствен бургграф на Утрехт, на 30 декември 1949 г. шеф на фамилията Липе, женен (цив.) на 27 март 1953 г. в Гьотинген и на 29 март 1953 г. (рел.) в Целе, Долна Саксония, за Трауте Бекер (* 16 февруари 1925, Швейцария)